# 14502 Morden
14502 Morden è un asteroide della fascia principale. Scoperto nel 1995, presenta un'orbita caratterizzata da un semiasse maggiore pari a 2,2328662 UA e da un'eccentricità di 0,0900198, inclinata di 5,14659° rispetto all'eclittica.